# Til me op
Til me op is een lied van de Nederlandse band 3JS. Het werd in 2013 als single uitgebracht en stond in hetzelfde jaar als eerste track op het album Dichter bij de horizon.

## Achtergrond
Til me op is geschreven door Jaap Kwakman en Jan Dulles en geproduceerd door alle bandleden van de 3JS. Het is een nummer uit de genres nederpop en poprock. In het lied wordt er gezongen over het verlangen naar een ander. Het is een van de laatste liedjes van de groep waarbij Jaap de Witte was betrokken bij het schrijfproces, maar ook een van de eerste waarop Jan de Witte te horen was.
Op de B-kant van de single is een cover van People Are Strange (origineel van The Doors uit 1967) te vinden, evenals een samenvoeging van de nummers Boy in the Bubble en Kamers van m'n hart.

## Hitnoteringen
De band had succes met het lied in de hitlijsten van het Nederlands taalgebied. Het piekte op de vijfde plaats van de Nederlandse Single Top 100 in de twee weken dat het in deze hitlijst te vinden was. De Nederlandse Top 40 werd niet bereikt; het kwam hier tot de derde plek van de Tipparade. Ook in de Vlaamse Ultratop 50 was er geen notering. Wel bereikte het de 92e positie van de Ultratip 100.